# Сибберн, Фредерик Кристиан
Фредерик Кристиан Сибберн (дат. Frederik Christian Sibbern; 18 июля 1785 — 16 декабря 1872) — датский поэт и философ.

## Биография
С 1813 года профессор философии в Копенгагене; по своему мировоззрению он больше всего примыкал к Шеллингу. Главное его сочинение: «Menneskets aandelige Natur og Väsen» (1819—1828), в переработанном виде вышедшее: «Psychologi» (4 изд., 1862). Кроме того известны его: «Logikens Elementer» (3 изд., 1866); «Om Poesi og Konst» (1853—1869); стихотворения «Breve af Gabrielis» (4 изд., 1870) и утопический роман: «Meddelelser af Inholdet af et Skrift fra Aaret 2135» (1858—1872).